# أم الكراميل
أم الكراميل  قرية سوريّة تتبع إداريّاً لمحافظة حلب منطقة جبل سمعان ناحية تل الضمان، بلغ تعداد سكانها 2,147 نسمة حسب التعداد السكاني لعام 2004.